# Wij zijn de vuilnisman
Wij zijn de vuilnisman is een single van André van Duin. Het lied was een carnavalskraker. Samen met Hallo hallee had de single twee A-kanten (deze kant 1 en de andere kant 1).
In Wij zijn de vuilnisman zijn, al dan niet verhaspeld, verwerkt: En van je hela hola, Omdat het zo lekker is, Zolang de lepel in de brijpot staat, Hoeperdepoep zat op de stoep, Als je pas getrouwd bent, Hup faldera (Bums valdera) en Overal waar de meisjes zijn.
Hallo hallee (A loe ahé) was eveneens een lied van André van Duin zelf, dit keer geholpen door Harry van Hoof.
Andre van Duin nam de liedjes op onder leiding van muziekproducent Bert Schouten en orkestleider/arrangeur Harry van Hoof. Opnamen vonden plaats in de Wisseloordstudio's.

## Hitnotering

### Nederlandse Top 40
Op vrijdag 6 januari was de plaat de eerste Veronica Alarmschijf van 1984 op Hilversum 3.
| Positie: | 21 | 10 | 8 | 8 | 22 | 37 | uit |

### Nationale Hitparade
Paul Young zette hem de voet dwars met Love of the common people.
| Positie: | 7 | 2 | 5 | 14 | 27 | uit |

### BelgischeBRT Top 30
Geen notering.

### VlaamseUltratop 30
| Positie: | 34 | uit |